# Wayne Lucier
Pour les articles homonymes, voir Lucier.
(en) Statistiques sur pro-football-reference
Wayne Lucier, né le 5 décembre 1979 à Amesbury, est un joueur américain de football américain.

## Jeunesse
Lucie étudie à la St. John's Preparatory School où il joue pour l'équipe de football américain des Eagles.

## Carrière

### Université
En 1998, il entre à l'université Northwestern. Il joue d'abord comme tight end avant de changer de poste, au profit de la ligne offensive. Après cette première saison avec les Wildcats, il est transféré à l'université du Colorado à Boulder et joue avec les Buffaloes du Colorado jusqu'à la fin de son cursus universitaire.
Pour le draft de l'année 2003, il est classé comme le huitième centre du pays.

### Professionnel
Wayne Lucier est sélectionné au septième tour de la draft de la NFL de 2003 par les Giants de New York, au 249e choix. Pour sa première saison (rookie), il joue douze matchs dont onze comme titulaire, évoluant à divers postes de la ligne offensive. La saison suivante, il apparaît quasiment à tous les matchs de la saison 2004 (quinze) et en joue neuf comme titulaire.
Cependant, une blessure au mollet, contracté lors de la pré-saison 2005, remet en cause sa place dans l'effectif. Il est libéré le 3 septembre 2005, juste avant le début de la saison. Durant ce mois de septembre, il est aperçu chez les Patriots de la Nouvelle-Angleterre mais aucun contrat n'est signé.
En janvier 2006, Lucier s'entraîne avec les Packers de Green Bay et signe un contrat avec la franchise du Wisconsin, le 7 février 2006. Durant la pré-saison, il se blesse à la cheville et est coupé par les Packers le 15 août.